# Liste der türkischen Botschafter in Ghana
Der Botschafter leitet die Türkische Botschaft Accra und ist bei den Regierungen in Lomé, Monrovia, Freetown und Porto-Novo akkreditiert.
Nach der Unabhängigkeit Ghanas 1957 wurde 1960 eine türkische Botschaft in Accra eröffnet.
| Ernennung Akkreditierung | Botschafter            | Bemerkung | Ministerpräsident der Türkei | Präsident Ghanas         | Posten verlassen |
| ------------------------ | ---------------------- | --- | ---------------------------- | ------------------------ | ---------------- |
| 1970                     | Mahmut Dikerdem        | (* 1916 † 3. Oktober 1993 in Istanbul) 1935: Abitur Galatasaray-Gymnasium, 1938: Studium der Rechtswissenschaft an der Universität Istanbul, Eintritt in den auswärtigen Dienst in Genf beschäftigt, 1942: Studium der Medizin, 31. Mai 1957 – 20. Mär. 1960: Botschafter in Amman, 10. April 1960 – 30. Juli 1960: Botschafter in Teheran, 2. September 1969 – 9. Jan. 1972: Botschafter in Neu-Delhi, 1976: Versetzung in den Ruhestand. | Suad Hayri Ürgüplü           | Edward Akufo-Addo        |                  |
| 1972                     | Erkut Onart            | Geschäftsträger 30. September 1988 – 15. September 1990: Botschafter in Manama. | Ferit Melen                  | Ignatius Kutu Acheampong |                  |
| 13. Jan. 1976            | Sait Sahipoğlu         | Sail Sahipoglu auch in Lomé akkreditiert | Süleyman Demirel             | Ignatius Kutu Acheampong | 12. Jan. 1977    |
| 1978                     | G. Arbak               | auch in Lomé akkreditiert | Mustafa Bülent Ecevit        | Fred Akuffo              |                  |
| 1979                     | Celal Akbay            | auch in Lomé akkreditiert | Süleyman Demirel             | Jerry Rawlings           | 1981             |
| 1981                     |                        | Die Botschafter mit Sitz in Lagos (Nigeria) sind auch in Accra akkreditiert. | Bülent Ulusu                 | Jerry Rawlings           | 2010             |
| 1. Feb. 2010             |                        | Die türkische Botschaft in Accra wird wiedereröffnet. | Recep Tayyip Erdoğan         | John Atta Mills          |                  |
| 20. Mai 2010             | Mehmet Kenan Tepedelen | | Recep Tayyip Erdoğan         | John Atta Mills          | 20. Jan. 2012    |
| 18. Jan. 2012            | Aydın Nurhan           | | Recep Tayyip Erdoğan         | John Atta Mills          | 31. Mai 2013     |
| 14. Okt. 2013            | Şentürk Uzun           | | Recep Tayyip Erdoğan         | John Dramani Mahama      | 15. Sep. 2014    |
| 15. Sep. 2014            | Penbe Nesrin Bayazıt   | | Ahmet Davutoğlu              | John Dramani Mahama      |                  |

siehe auch: Liste des diplomatischen Korps in Ghana